# Astyochia nigrita
Astyochia nigrita är en fjärilsart som beskrevs av W. Warren 1900. Astyochia nigrita ingår i släktet Astyochia och familjen mätare. Inga underarter finns listade i Catalogue of Life.